# CAF Champions League 2015
Die CAF Champions League 2015 ist die 19. Auflage dieses von der CAF organisierten Turniers. Sie begann am 13. Februar 2015 mit einer Vorrunde. Titelverteidiger ist ES Sétif aus Algerien.

## Qualifikation
Theoretisch sind alle 55 Mitgliedsverbände der CAF berechtigt, Mannschaften zu entsenden. Für die zwölf besten Nationalverbände der CAF-Fünfjahreswertung sind automatisch jeweils zwei Startplätze reserviert. Hierbei gilt für die Qualifikation zur Champions League 2015 die Wertung der Jahre 2009 bis 2013. Somit ergibt sich aus der Anzahl der zur CAF gehörenden Fußballverbände, dass maximal 67 Mannschaften an der Champions League teilnehmen könnten.

## Ergebnisse

### Vorrunde
Hinspiele vom 13. bis 15. Februar, Rückspiele vom 27. Februar bis 7. März 2015.
|                                   | Gesamt          |                              | Hinspiel | Rückspiel |
| --------------------------------- | --------------- | ---------------------------- | -------- | --------- |
| Mbabane Swallows FC               | 1:2             | ZESCO United                 | 1:1      | 0:1       |
| Séwé Sport                        | 1:3             | AS Kaloum Star               | 1:2      | 0:1       |
| USM Algier                        | 4:3             | Foullah Edifice              | 3:0      | 1:3       |
| AS Pikine                         | 1:0             | Étoile Filante Ouagadougou   | 1:0      | 0:0       |
| Al-Hilal Khartum                  | 2:1             | KMKM FC                      | 2:0      | 0:1       |
| Fomboni Club                      | 2:3             | Nyasa Big Bullets FC         | 0:1      | 2:2       |
| CRD do Libolo                     | (a)3:3(a)       | SM Sanga Balende             | 3:1      | 0:2       |
| Kampala Capital City Authority FC | 1:3             | Cosmos de Bafia              | 1:0      | 0:3       |
| Azam FC                           | 2:3             | Al-Merrikh Khartum           | 2:0      | 0:3       |
| LLB Académic FC                   | 0:1             | Kabuscorp FC do Palanca      | 0:0      | 0:1       |
| CD Elá Nguema                     | 1:2             | AC Semassi                   | 1:1      | 0:1       |
| MC El Eulma                       | (a)2:2(a)       | Saint-George SA              | 1:0      | 1:2       |
| East End Lions 1                  | –               | Asante Kotoko                | –        | –         |
| FC Enyimba                        | 4:0             | Buffles du Borgou FC         | 3:0      | 1:0       |
| Al-Ahly Tripolis                  | 1:1 (3:5 i. E.) | Smouha SC                    | 1:0      | 0:1 n. V. |
| Gor Mahia FC                      | (a)3:3(a)       | CNaPS Sport                  | 1:0      | 2:3       |
| Liga Muçulmana de Maputo          | 1:2             | APR FC                       | 0:0      | 1:2       |
| CO Bamako                         | 2:3             | Maghreb Tétouan              | 2:0      | 0:3       |
| Al-Malakia FC                     | 0:5             | Kano Pillars                 | 0:2      | 0:3       |
| Real de Banjul                    | 2:1             | Barrack Young Controllers FC | 1:1      | 1:0       |
| Kaizer Chiefs                     | 3:1             | Township Rollers             | 2:1      | 1:0       |
| Raja Casablanca                   | 6:2             | Diables Noirs                | 4:0      | 2:2       |
| Saint Michel United FC            | 1:4             | Mamelodi Sundowns            | 1:1      | 0:3       |
| AS Mangasport                     | 1:0             | Bantu FC                     | 1:0      | 0:0       |
| Stade Malien                      | (a)1:1(a)       | AS GNN                       | 0:0      | 1:1       |

### Erste Runde
Hinspiele am 14., 15. und 21. März, Rückspiele vom 3. bis 5. April 2015.
|                    | Gesamt          |                             | Hinspiel | Rückspiel |
| ------------------ | --------------- | --------------------------- | -------- | --------- |
| ZESCO United       | 2:2 (4:5 i. E.) | AS Kaloum Star              | 1:1      | 1:1 n. V. |
| USM Algier         | 6:2             | AS Pikine                   | 5:1      | 1:1       |
| Al-Hilal Khartum   | 5:1             | Nyasa Big Bullets FC        | 4:0      | 1:1       |
| Cotonsport Garoua  | 0:2             | SM Sanga Balende            | 0:0      | 0:2       |
| Cosmos de Bafia    | 2:4             | Espérance Sportive de Tunis | 0:1      | 1:3       |
| Al-Merrikh Khartum | 3:2             | Kabuscorp FC do Palanca     | 2:0      | 1:2       |
| AC Semassi         | 0:6             | CS Sfax                     | 0:5      | 0:1       |
| MC El Eulma        | 2:1             | Asante Kotoko               | 0:0      | 2:1       |
| FC Enyimba         | 1:2             | Smouha SC                   | 1:0      | 0:2       |
| Gor Mahia FC       | 0:2             | AC Léopards                 | 0:1      | 0:1       |
| APR FC             | 0:4             | Al Ahly Kairo               | 0:2      | 0:2       |
| Maghreb Tétouan    | 5:2             | Kano Pillars                | 4:0      | 1:2       |
| Real de Banjul     | 1:3             | ES Sétif                    | 1:1      | 0:2       |
| Kaizer Chiefs      | 0:3             | Raja Casablanca             | 0:1      | 0:2       |
| Mamelodi Sundowns  | 2:3             | Tout Puissant Mazembe       | 1:0      | 1:3       |
| AS Mangasport      | 2:5             | Stade Malien                | 1:3      | 1:2       |

### Zweite Runde
Hinspiele vom 17. bis 19. April, Rückspiele vom 1. bis 3. Mai 2015.
|                    | Gesamt          |                             | Hinspiel | Rückspiel |
| ------------------ | --------------- | --------------------------- | -------- | --------- |
| USM Algier         | 3:2             | AS Kaloum Star              | 2:1      | 1:1       |
| SM Sanga Balende   | 0:2             | Al-Hilal Khartum            | 0:1      | 0:1       |
| Al-Merrikh Khartum | (a)2:2(a)       | Espérance Sportive de Tunis | 1:0      | 1:2       |
| MC El Eulma        | 1:1 (7:6 i. E.) | CS Sfax                     | 1:0      | 0:1 n. V. |
| AC Léopards        | 1:2             | Smouha SC                   | 1:0      | 0:2       |
| Maghreb Tétouan    | 1:1 (4:3 i. E.) | Al Ahly Kairo               | 1:0      | 0:1 n. V. |
| Raja Casablanca    | 4:4 (1:4 i. E.) | ES Sétif                    | 2:2      | 2:2 n. V. |
| Stade Malien       | 3:4             | Tout Puissant Mazembe       | 2:2      | 1:2       |

### Viertelfinale (Gruppenphase)
In der Viertelfinal-Gruppenphase traten in zwei Gruppen jeweils vier Mannschaften in Hin- und Rückspielen gegeneinander an. Die Gruppenersten und -zweiten qualifizierten sich für das Halbfinale.

#### Gruppe A
| Pl. | Verein                | Sp. | S | U | N | Tore    | Diff. | Punkte |
| --- | --------------------- | --- | - | - | - | ------- | ----- | ------ |
| 1.  | Tout Puissant Mazembe | 6   | 3 | 2 | 1 | 008:100 | +7    | 11     |
| 2.  | Al-Hilal Khartum      | 6   | 2 | 3 | 1 | 005:300 | +2    | 09     |
| 3.  | Maghreb Tétouan       | 6   | 2 | 2 | 2 | 006:100 | −4    | 08     |
| 4.  | Smouha SC             | 6   | 1 | 1 | 4 | 005:100 | −5    | 04     |

| 28. Juni 2015         |     |                       |
| Smouha SC             | 3:2 | Maghreb Tétouan       |
| Tout Puissant Mazembe | 0:0 | Al-Hilal Khartum      |
| 12. Juli 2015         |     |                       |
| Al-Hilal Khartum      | 2:0 | Smouha SC             |
| 13. Juli 2015         |     |                       |
| Maghreb Tétouan       | 0:0 | Tout Puissant Mazembe |
| 24. Juli 2015         |     |                       |
| Smouha SC             | 0:2 | Tout Puissant Mazembe |
| 26. Juli 2015         |     |                       |
| Maghreb Tétouan       | 1:1 | Al-Hilal Khartum      |
| 7. August 2015        |     |                       |
| Al-Hilal Khartum      | 0:1 | Maghreb Tétouan       |
| 8. August 2015        |     |                       |
| Tout Puissant Mazembe | 1:0 | Smouha SC             |
| 23. August 2015       |     |                       |
| Al-Hilal Khartum      | 1:0 | Tout Puissant Mazembe |
| Maghreb Tétouan       | 2:1 | Smouha SC             |
| 12. September 2015    |     |                       |
| Tout Puissant Mazembe | 5:0 | Maghreb Tétouan       |
| Smouha SC             | 1:1 | Al-Hilal Khartum      |

#### Gruppe B
| Pl. | Verein             | Sp. | S | U | N | Tore    | Diff. | Punkte |
| --- | ------------------ | --- | - | - | - | ------- | ----- | ------ |
| 1.  | USM Algier         | 6   | 5 | 0 | 1 | 009:300 | +6    | 15     |
| 2.  | Al-Merrikh Khartum | 6   | 4 | 1 | 1 | 009:400 | +5    | 13     |
| 3.  | ES Sétif           | 6   | 1 | 2 | 3 | 005:100 | −5    | 05     |
| 4.  | MC El Eulma        | 6   | 0 | 1 | 5 | 005:110 | −6    | 01     |

| 27. Juni 2015      |     |                    |
| ES Sétif           | 1:2 | USM Algier         |
| Al-Merrikh Khartum | 2:0 | MC El Eulma        |
| 10. Juli 2015      |     |                    |
| USM Algier         | 1:0 | Al-Merrikh Khartum |
| 11. Juli 2015      |     |                    |
| MC El Eulma        | 0:1 | ES Sétif           |
| 24. Juli 2015      |     |                    |
| USM Algier         | 2:1 | MC El Eulma        |
| 25. Juli 2015      |     |                    |
| ES Sétif           | 1:1 | Al-Merrikh Khartum |
| 7. August 2015     |     |                    |
| MC El Eulma        | 0:1 | USM Algier         |
| 9. August 2015     |     |                    |
| Al-Merrikh Khartum | 2:0 | ES Sétif           |
| 21. August 2015    |     |                    |
| USM Algier         | 3:0 | ES Sétif           |
| 22. August 2015    |     |                    |
| MC El Eulma        | 2:3 | Al-Merrikh Khartum |
| 11. September 2015 |     |                    |
| Al-Merrikh Khartum | 1:0 | USM Algier         |
| ES Sétif           | 2:2 | MC El Eulma        |

## Halbfinale
Hinspiele am 26. und 27. September, Rückspiele am 3. und 4. Oktober 2015.
|                    | Gesamt |                       | Hinspiel | Rückspiel |
| ------------------ | ------ | --------------------- | -------- | --------- |
| Al-Merrikh Khartum | 2:4    | Tout Puissant Mazembe | 2:1      | 0:3       |
| Al-Hilal Khartum   | 1:2    | USM Algier            | 1:2      | 0:0       |

## Finale

### Hinspiel
| USM Algier                                                       | USM Algier | Tout Puissant Mazembe | Tout Puissant Mazembe |
| ---------------------------------------------------------------- | --- | --- | --------------------- |
| USM Algier                                                       | \| Hinspiel \| \| 31. Oktober 2015 um 20:30 (WAT) in Algier (Omar-Hammadi-Stadion) \| \| Ergebnis: 1:2 (0:1) \| \| Zuschauer: 15.000 \| \| Schiedsrichter: Gehad Grisha ( Ägypten) \| | \| Hinspiel \| \| 31. Oktober 2015 um 20:30 (WAT) in Algier (Omar-Hammadi-Stadion) \| \| Ergebnis: 1:2 (0:1) \| \| Zuschauer: 15.000 \| \| Schiedsrichter: Gehad Grisha ( Ägypten) \|                                                                                               | Tout Puissant Mazembe |
| USM Algier                                                       | Mohamed Lamine Zemmamouche – Brahim Boudebouda, Arslane Mazari (51. Farouk Chafaï), Houcine Benayada (70. Mohamed Amine Aoudia), Nacereddine Khoualed – Mokhtar Benmoussa, Hamza Koudri, Hocine El Orfi, Zinedine Ferhat, Kaddour Beldjilali (46. Mohamed Seguer) – Rachid Nadji Cheftrainer: Miloud Hamdi | Muteba Kidiaba – Yaw Frimpong, Joël Kimwaki, Richard Boateng, Salif Coulibaly, Mikis Mina (72. Merveille Bokadi Bope) – Boubacar Diarra, Rainford Kalaba – Mbwana Samatta (86. Roger Assalé), Thomas Ulimwengu (90+1. Daniel Nii Adjei), Adama Traoré Cheftrainer: Patrice Carteron | Tout Puissant Mazembe |
| USM Algier                                                       | 1:2 Mohamed Seguer (88.) | 0:1 Rainford Kalaba (27.) 0:2 Mbwana Samatta (79., Elfmeter) | Tout Puissant Mazembe |
| USM Algier                                                       | Hocine El Orfi (22.), Nacereddine Khoualed (77.) | Mikis Mina (15.), Joël Kimwaki (69.) | Tout Puissant Mazembe |
| USM Algier                                                       | Hocine El Orfi (67.) | | Tout Puissant Mazembe |
| USM Algier                                                       | Rainford Kalaba (45.+1') | | Tout Puissant Mazembe |
| Hinspiel                                                         | | |                       |
| 31. Oktober 2015 um 20:30 (WAT) in Algier (Omar-Hammadi-Stadion) | | |                       |
| Ergebnis: 1:2 (0:1)                                              | | |                       |
| Zuschauer: 15.000                                                | | |                       |
| Schiedsrichter: Gehad Grisha ( Ägypten)                          | | |                       |

### Rückspiel
| Tout Puissant Mazembe                                            | Tout Puissant Mazembe | USM Algier | USM Algier |
| ---------------------------------------------------------------- | --- | --- | ---------- |
| Tout Puissant Mazembe                                            | \| Rückspiel \| \| 8. November 2015 um 15:30 (CAT) in Lubumbashi (Stade TP Mazembe) \| \| Ergebnis: 2:0 (0:0) \| \| Schiedsrichter: Bakary Gassama ( Gambia) \| | \| Rückspiel \| \| 8. November 2015 um 15:30 (CAT) in Lubumbashi (Stade TP Mazembe) \| \| Ergebnis: 2:0 (0:0) \| \| Schiedsrichter: Bakary Gassama ( Gambia) \| | USM Algier |
| Tout Puissant Mazembe                                            | Muteba Kidiaba – Yaw Frimpong, Salif Coulibaly, Joël Kimwaki – Thomas Ulimwengu (76. Jonathan Bolingi), Boubacar Diarra, Adama Traoré, Nathan Sinkala (46. Roger Assalé), Solomon Asante (46. Daniel Nii Adjei) – Mbwana Samatta, Richard Boateng Cheftrainer: Patrice Carteron | Ismaïl Mansouri – Mokhtar Benmoussa, Brahim Boudebouda, Farouk Chafaï, Ayoub Abdellaoui – Mohammed Benkhemassa, Houcine Benayada, Hamza Koudri, Zinedine Ferhat – Carolus Andriamatsinoro, Mohamed Amine Aoudia (46. Kaddour Beldjilali) Cheftrainer: Miloud Hamdi | USM Algier |
| Tout Puissant Mazembe                                            | 1:0 Mbwana Samatta (74., Elfmeter) 2:0 Roger Assalé (90.+3') | | USM Algier |
| Tout Puissant Mazembe                                            | Thomas Ulimwengu (70.) | Houcine Benayada (2.), Zinedine Ferhat (73.) | USM Algier |
| Tout Puissant Mazembe                                            | Zinedine Ferhat (90.+3') | | USM Algier |
| Rückspiel                                                        | | |            |
| 8. November 2015 um 15:30 (CAT) in Lubumbashi (Stade TP Mazembe) | | |            |
| Ergebnis: 2:0 (0:0)                                              | | |            |
| Schiedsrichter: Bakary Gassama ( Gambia)                         | | |            |